# Agnieszka Kasińska-Metryka
Agnieszka Edyta Kasińska-Metryka (ur. 1971) – polska politolog, profesor nauk społecznych, profesor zwyczajny Uniwersytetu Jana Kochanowskiego w Kielcach.

## Życiorys
W 1995 ukończyła studia politologiczne w Wyższej Szkole Pedagogicznej w Kielcach. Doktoryzowała się w 2000 na Wydziale Politologii Uniwersytetu Marii-Curie Skłodowskiej w Lublinie, w oparciu o pracę Prezydenci RP w latach 1989–1999. Próba analizy teoriopolitycznej, której promotorem był prof. Karol B. Janowski. Stopień naukowy doktora habilitowanego uzyskała w 2012 na Wydziale Nauk Społecznych Uniwersytetu Wrocławskiego, na podstawie rozprawy zatytułowanej Proces kreacji przywódców politycznych. Od ujęcia tradycyjnego do współczesnego. Tytuł naukowy profesora nauk społecznych otrzymała 15 września 2017.
Związana z Uniwersytetem Jana Kochanowskiego w Kielcach, na którym objęła stanowisko profesora zwyczajnego. W 2016 została dyrektorem Instytutu Polityki Międzynarodowej i Bezpieczeństwa na Wydziale Prawa, Administracji i Zarządzania. Wcześniej pełniła funkcję wicedyrektora Instytutu Nauk Politycznych. Była też zatrudniona na stanowisku profesora nadzwyczajnego i prorektora w Wyższej Szkole Stosunków Międzynarodowych i Komunikacji Społecznej w Chełmie.
Specjalizuje się m.in. w marketingu politycznym, teorii polityki, komunikacji społecznej i przywództwie politycznym.
W kadencji 2013–2016 była zastępcą prezesa Polskiego Towarzystwa Nauk Politycznych, natomiast w kadencji 2017–2019 została wiceprezesem ds. współpracy z zagranicą tej organizacji. W 2016 wybrana do komitetu wykonawczego Międzynarodowego Towarzystwa Nauk Politycznych na kadencję 2016–2018 (w 2018 we władzach IPSA została zastąpiona przez dr hab. Arkadiusza Żukowskiego z Uniwersytetu Warmińsko-Mazurskiego w Olsztynie). Została członkiem Komitetu Nauk Politycznych PAN na kadencję 2020–2023.
W 2011 odznaczona Srebrnym Krzyżem Zasługi.

## Wybrane publikacje
- Od szamana do kapłana. Ewolucja systemów religijnych w Ameryce Południowej, Kraków 1996.
- Prezydenci Rzeczypospolitej Polskiej 1989–1999, Kielce 2000.
- Od propagandy do public relations. Zarys komunikacji politycznej w Polsce w latach 1980–2005, Kielce 2007.
- Proces kreacji przywódców politycznych. Od ujęcia tradycyjnego do współczesnego, Kielce 2012.
- Przywództwo polityczne w Hiszpanii po 1975 roku w perspektywie zmian systemowych, Kielce 2015.